# Helena Christensen
Helena Christensen (Copenhague, 25 de diciembre de 1968) es una supermodelo y fotógrafa danesa, principalmente reconocida por su trabajo con Victoria's Secret y por haber sido elegida reina de belleza.

## Primeros años
Christensen nació en Copenhague, Dinamarca, hija de un tipógrafo danés y de una auxiliar de vuelo peruana, Elsa Schmidt-Muller Milosevich.

### Miss Dinamarca
Saltó a la fama en 1986 obteniendo el título de Miss Universo Dinamarca a los dieciocho años de edad, y representando a su país en el concurso de Miss Universo del mismo año. Al año siguiente participó en la prestigiosa competencia Look of the Year 1987 y quedó entre las finalistas, ganando un valioso contrato de modelaje con la agencia Elite Models. Poco después, abandonó su hogar para mudarse a París, a trabajar como modelo. En 1989 protagoniza el video de la canción más famosa del cantante Chris Isaak e icónico tema de la década de los 80, «Wicked Game», lo que la hizo muy conocida a nivel mundial.

## Carrera como modelo

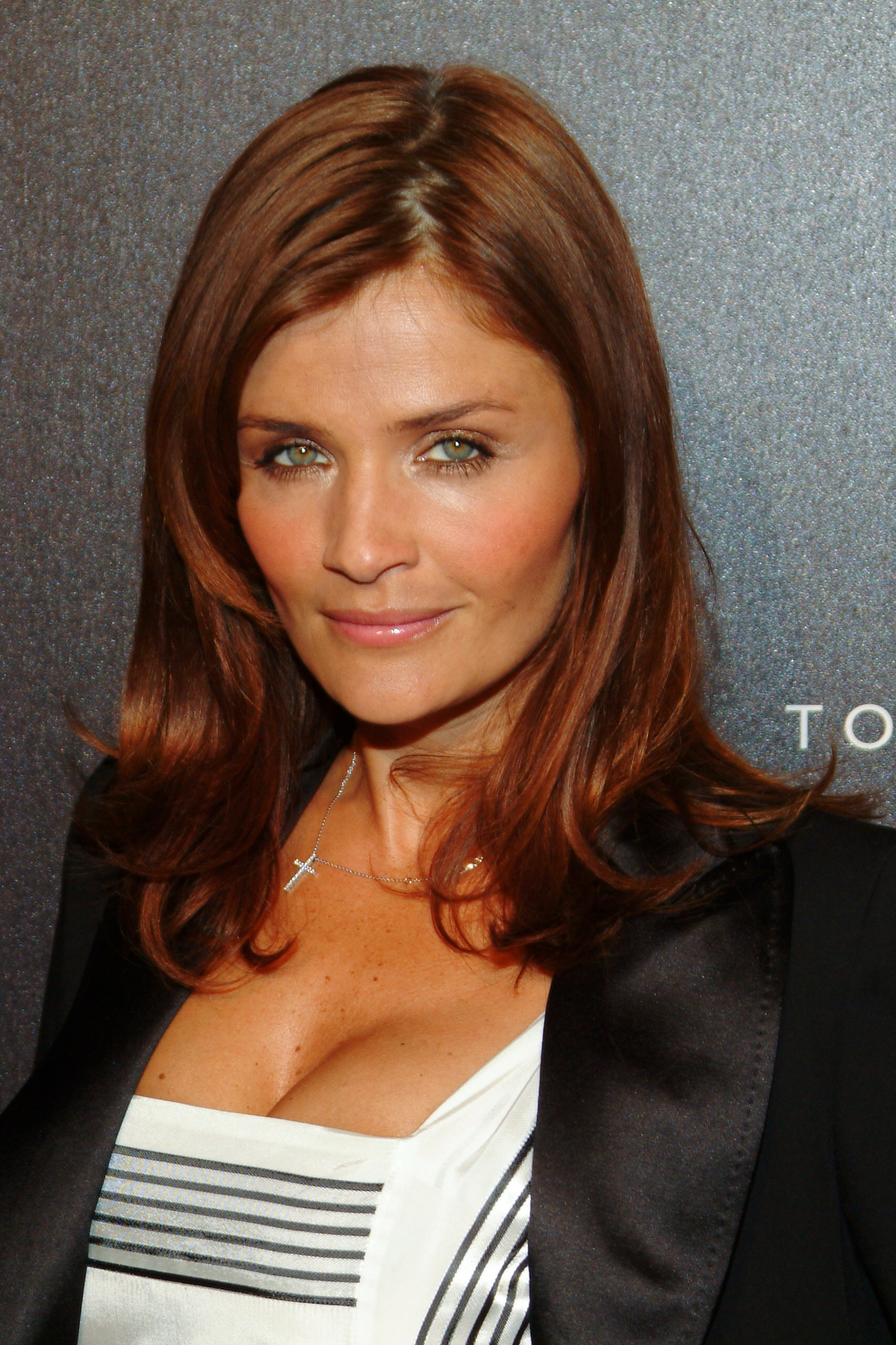
Helena Christensen en 2009.

Christensen es considerada como una de las modelos más prominentes de la década de 1990, apareciendo en varias portadas de revistas y en numerosas campañas de moda. Fue la imagen de Victoria's Secret, tanto de sus catálogos como de sus anuncios televisivos, junto a Tyra Banks, Karen Mulder, Daniela Pestova, Rebecca Romijn y Stephanie Seymour. También fue modelo de los cosméticos Revlon. En octubre de 1995 en Milán, desfiló junto a Linda Evangelista, Naomi Campbell, Karen Mulder, Yasmeen Ghauri, Eva Herzigova, Kate Moss y Valeria Mazza, entre otras, en la colección de Spring/Summer 1996 de Dolce & Gabbana.
Helena pertenece a la firma de Modelos Independientes, tanto en Londres como en Nueva York y Copenhague.
También participó en 1989 en el video musical «Wicked Game» de Chris Isaak.

### Negocios
Christensen es la dueña de una tienda de antigüedades en Manhattan y vende prendas de ropa suyas y de su madre en Christianshavn.
También cofundó la revista Nylon junto al director creativo y empresario estadounidense Mic Neumann. Creó su propia línea de ropa Christensen & Sigersen, con su amigo Leif Sigersen. Ambos también poseen Butik, una tienda de Nueva York.
Christensen también es fotógrafa profesional, y sus fotos aparecieron en revistas tales como Marie Claire, Harper's Bazaar, Cosmopolitan, GQ, Vogue y ELLE. Su exhibición «A Quiet Story», organizada por Jim Cook, se presentó por primera vez en Róterdam en 2006. Volvió a exhibir su trabajo fotográfico en 2010 en la galería Chanel Tokyo's NEXUS.

### Campaña contra el cáncer de mama
En Irlanda, Christensen se unió a una campaña en contra del cáncer de mama, la cual incluye la venta de camisetas realizadas por diseñadores para recaudar dinero para la Action Breast Cancer (un proyecto de la Irish Cancer Society) y para Europa Donna Ireland para ayudar a las mujeres que padecen de la enfermedad.

## Vida personal
Christensen convivió con el líder de INXS Michael Hutchence y fue vinculada románticamente con el actor Leonardo DiCaprio. Tiene un hijo, el modelo danés Mingus Lucien Reedus nacido el 13 de octubre de 1999. con el actor Norman Reedus con quien mantuvo una relación amorosa desde 1998 hasta que se separaron en 2003. Desde 2004 hasta 2006, Christensen tuvo una relación con el cantante de la banda danesa Grand Avenue Rasmus Walter-Hansen. Salió con el cantante Paul Banks.
Christensen era amiga del actor Heath Ledger, y se reportó que fue a su apartamento el día que falleció. Aparentemente, la modelo trató de llamar a Ledger, sólo para comunicarse con su máquina contestadora.
También es amiga de las actrices Julianne Moore, Liv Tyler y Brooke Shields.
Helena posee un auto Morris Minor en su casa en Mónaco, y también tiene apartamentos en Copenhague y Manhattan. Christensen es zurda y fanática de The Smiths y R.E.M. También es amiga del cantante Michael Stipe y de Bono, el líder de U2.
En 2023 obtuvo la nacionalidad peruana por un requisito indispensable del trámite de su sobrino Oliver Sonne para que él obtenga la nacionalidad peruana y así el pueda ser elegible por la selección peruana.